# Dodge (satellite)
Pour les articles homonymes, voir Dodge (homonymie).

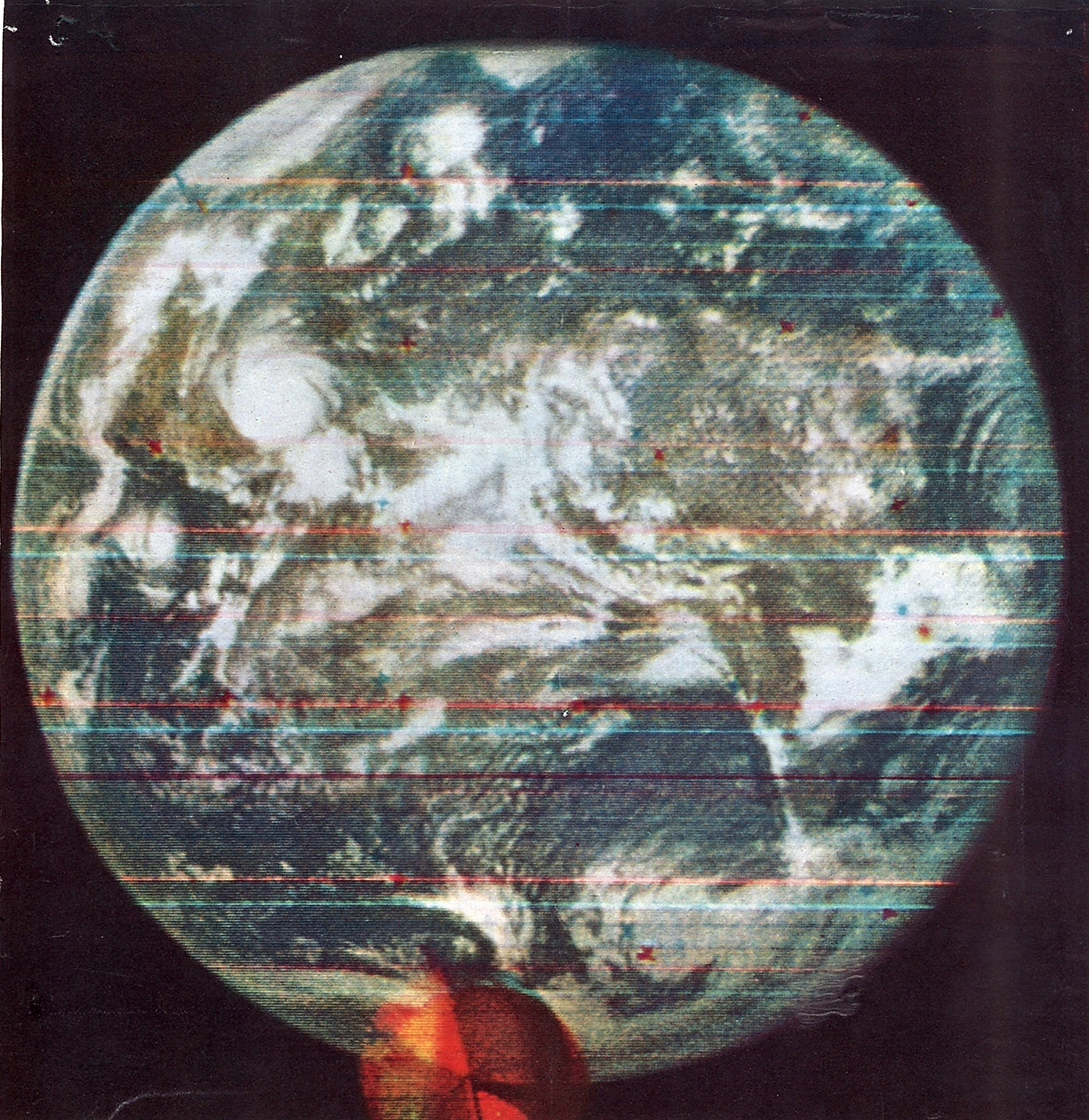
Image en couleurs prise par la caméra de DODGE.

Dodge  (Department of Defense Gravity Experiment) est un petit satellite artificiel américain développé pour tester différentes techniques de stabilisation par gradient de gravité sur une orbite quasi-géosynchrone. Le satellite a été conçu par le laboratoire Applied Physics Laboratory de l'université Johns-Hopkins pour répondre aux besoins du département de la Défense américain et placé en orbite en 1967. Il a fonctionné durant trois ans et permis de valider des techniques de stabilisation passives et semi-passives.

## Caractéristiques techniques
DODGE est composé d'un corps en aluminium de forme octogonale surmonté d'un mât cylindrique de 25,4 centimètres de diamètre et 1,57 mètre de haut. L'ensemble a un diamètre de 1,22 mètre pour une hauteur de 2,41 mètres. 10 perches extensibles sont vissées sur le corps et peuvent être rétractées ou au contraire déployées. Le mât cylindrique contient une perche extensible qui prolonge le mât de 4,6 mètres. Il contient également deux perches extensibles longues de 15,25 mètres perpendiculaires au mât et qui permettent d'amortir les mouvements ainsi que les capteurs d'un magnétomètre vectoriel fluxgate. Le satellite embarque également deux caméras, une noire et blanc et  l'autre en couleurs. Le satellite a une masse totale de 102 kilogrammes.

## Historique
Le satellite est placé le 1er juillet 1967 sur une orbite quasi-géosynchrone (33251 km × 33677 km, 11,6°) par un lanceur Titan 3C qui transporte également plusieurs autres satellites expérimentaux (DCSP 16, 17, 18, 19-DATS, LES 5). 12 jours après le lancement le satellite parvient à stabiliser son orientation en utilisant les perches déployables. Le satellite a continué de fonctionner durant trois ans en fournissant des milliers de photos de la Terre. Début 1971 les problèmes de batterie ont limité ses capacités et le satellite a été mis hors service peu après.